# Bernhard Zeller
Bernhard Zeller  (* 19. September 1919 in Dettenhausen bei Tübingen; † 7. September 2008 in Ludwigsburg) war ein deutscher Literaturhistoriker und Archivar. Als Gründungsdirektor leitete er das Deutsche Literaturarchiv Marbach von 1956 bis 1985 und machte es zu einer international angesehenen Institution.

## Leben und Leistung
Geboren in Dettenhausen als Sohn von Martha Zeller, geborene Zimmermann, und ihres Ehemanns, dem Pfarrer Wolfgang Zeller (ein Nachkomme des Philosophen Eduard Zeller), wuchs Bernhard Zeller er im elterlichen evangelischen Pfarrhaus auf. Er besuchte bis zum Abitur das Stuttgarter Eberhard-Ludwigs-Gymnasium. Anschließend studierte er an der Eberhard Karls Universität Tübingen Geschichte, Germanistik und Latein. Er wurde im Wintersemester 1942/1943 Mitglied der Tübinger Burschenschaft Derendingia. 1948 heiratete er Margrit Stolze. Aus der Ehe gingen die vier Kinder Christoph, Regine, Cathrin und Barbara hervor. Nach Der 1949 erfolgten Promotion zum Dr. phil. über das Lindauer Heilig-Geist-Spital und dem 1950 absolvierten Staatsexamen war er ab 1951 zunächst im höheren Schuldienst tätig.
Zeller wurde 1953 Archivar des Schiller-Nationalmuseums in Marbach und 1955 dessen Direktor. Gemeinsam mit dem damaligen Präsidenten der Deutschen Schillergesellschaft Wilhelm Hoffmann entwickelte er die Erweiterungspläne des Schiller-Nationalmuseums zu einem Deutschen Literaturarchiv. 1956 wurde daraufhin das Deutsche Literaturarchiv offiziell gegründet und Zeller wurde auch dessen Direktor.
Durch seine zahlreichen Kontakte konnte Zeller für das Archiv neben vielen anderen Manuskripte von Franz Kafka, Carl Zuckmayer, Joseph Roth erwerben. Das kleine Archiv als Anhängsel des Schiller-Nationalmuseums wandelte sich unter seiner Direktion zur international bekannten und anerkannten Forschungsstätte für deutschsprachige Literatur, die nicht nur Germanisten, sondern auch ehemalige Exil-Schriftsteller anzog wie Eduard Berend, Max Brod, Kurt Pinthus und Max Zweig. Ninon Hesse brachte den gesamten Nachlass Hermann Hesses nach Marbach.
Neben seiner erfolgreichen Tätigkeit als Akquisiteur von Spenden und Manuskripten und als Sammler von Vor- und Nachlässen war Zeller auch Autor zahlreicher Bücher und Verfasser von Nach- und Vorworten als Herausgeber. Darüber hinaus war er wesentlich an einigen Werkeditionen aus den Sammlungen des Archivs beteiligt, so als Mitherausgeber der historisch-kritischen Gesamtausgabe der Werke Eduard Mörikes und der Gesammelten Werke Wilhelm Lehmanns. Geradezu einen Bestseller schrieb er mit seiner Bildmonographie über Hermann Hesse, die 1963 erstmals erschien und von der in über 37 Auflagen über 270.000 Exemplare verkauft wurden.
Ab 1964 war Zeller auch zeitweise Vorstandsvorsitzender des Theodor-Heuss-Archivs in Stuttgart.
Irene Ferchl beschreibt in ihrem Nachruf Zellers erfolgreiches Wirken für das Deutsche Literaturarchiv: „Er hatte erkannt, dass keine andere Institution in jenen Nachkriegsjahren in der Lage war, die Zeugnisse der ganzen zeitgenössischen Literatur zu bewahren, und legte einen Sammelschwerpunkt auf die Exilliteratur; neben den bis dahin in Marbach vor allem gepflegten schwäbischen Dichtern ging es nun um die ganze deutschsprachige Literatur, und dazu wurden nicht nur Nachlässe der toten Schriftsteller, sondern auch die inzwischen sogenannten Vorlässe der lebenden Autoren und Wissenschaftler erworben. Zeller war ein Meister in der Akquirierung von Bibliotheken und Autografen, hat durch persönliche Kontakte und kluge Diplomatie, durch seine Überzeugungskraft, die wissenschaftliche Seriosität und begeisterte Vermittlungstätigkeit verband, die Marbacher Institutionen zu dem gemacht, was sie heute sind.“ (Stuttgarter Zeitung vom 9. Sept. 2008, siehe Weblink)
Von 1973 bis 1979 war er Vorsitzender des Arbeitskreises selbständiger Kultur-Institute (kurz AsKI).
Zeller wirkte auch als Mitglied der Kommission für geschichtliche Landeskunde Baden-Württemberg, Beiratsmitglied des Württembergischen Geschichts- und Altertumsvereins, gehörte der Hölderlin-Gesellschaft an und dem Beirat der Stiftung Preußischer Kulturbesitz. Zeitweise war er auch Mitglied des Bibliotheksausschusses der Deutschen Forschungsgemeinschaft und Vorsitzender des Arbeitskreises selbständiger Kulturinstitute.

## Auszeichnungen und Ehrungen
Dem Geschäftsführer und Ehrenmitglied der Deutschen Schillergesellschaft in Marbach Bernhard Zeller wurden zahlreiche Ehrungen zuteil: Er war seit 1985 Ehrenbürger seines Wohnortes Marbach am Neckar und außerdem ab 1979 Honorarprofessor und seit 1978 Ehrensenator der Universität Tübingen. Er erhielt die Ehrendoktorwürden der Johannes Gutenberg-Universität Mainz (Dr. phil. h. c.) und der University of East Anglia (Litt. D.) in Norwich, das Große Verdienstkreuz der Bundesrepublik Deutschland (1985) sowie die Verdienstmedaille des Landes Baden-Württemberg. 2001 bekam Zeller den Ludwig-Uhland-Preis und für seine Marbacher Memorabilien wurde er im selben Jahr mit dem Schillerpreis der Stadt Marbach am Neckar ausgezeichnet. Er war Rotarier, Mitglied des PEN InternationalPEN, ordentliches Mitglied der Mainzer Akademie der Wissenschaften und der Literatur, der Bayerischen Akademie der Schönen Künste in München und der Deutschen Akademie für Sprache und Dichtung in Darmstadt.

## Schriften
Monographien
- Das Heilig-Geist-Spital zu Lindau im Bodensee von seinen Anfängen bis zum Ausgang des 16. Jahrhunderts (= Schwäbische Geschichtsquellen und Forschungen. Band 4). Augsburg, Rathausbuchhandlung in Kommission, Lindau im Bodensee, 1952; zugleich Philosophische Dissertation Tübingen 1948.
- mit Otto Herding: Grundherren, Gerichte und Pfarreien im Tübinger Raum zu Beginn der Neuzeit. 1954.
- Schiller. Eine Bildbiographie. Kindler, München 1958.
- Marbach am Neckar. Die Geburtsstadt Friedrich Schillers (= Thorbecke Bildbücher. Band 28). Thorbecke, Lindau u. a. 1959 (auch: Konrad, Weißenhorn 1982, ISBN 3-87437-190-5).
- Fünf Jahre Deutsches Literaturarchiv in Marbach. Ergebnisse, Erfahrungen, Planungen. In: Ewald Lissberger, Theodor Pfizer, Bernhard Zeller (Hrsg.): In libro humanitas. Festschrift für Wilhelm Hoffmann zum 60. Geburtstag, 21. April 1961. Klett, Stuttgart 1962, S. 349–384.
- Hermann Hesse in Selbstzeugnissen und Bilddokumenten (= Rowohlts Monographien. Band 85). Rowohlt, Reinbek bei Hamburg 1963.
- Reichsstädtisches Bürgertum am Bodensee. 1964.
- Das Deutsche Literaturarchiv in Marbach. Zur Eröffnung des Neubaus am 16. Mai 1973 (= Marbacher Schriften. Band 5). Klett, Stuttgart 1973.
- Autor. Nachlass. Erben. Probleme der Überlieferung von Literatur (= Akademie der Wissenschaften und der Literatur Mainz. Abhandlungen der Klasse der Literatur. Jahrgang 1981/1982, Nummer 2). Akademie der Wissenschaften und der Literatur u. a., Mainz 1981, ISBN 3-515-03564-8.
- Schwäbischer Parnass. Betrachtungen zur Literaturgeschichte Württembergs. Schmidt, Esslingen 1983, ISBN 3-922360-04-1 (Überarbeitete und aktualisierte Neuausgabe. Silberburg, Tübingen 2005, ISBN 3-87407-667-9).
- Harry Graf Kessler. Zeuge und Chronist seiner Epoche (= Akademie der Wissenschaften und der Literatur Mainz. Abhandlungen der Klasse der Literatur. Jahrgang 1989, Nummer 1). Steiner, Stuttgart 1989, ISBN 3-515-05464-2.
- als Herausgeber mit Margrit Zeller: Städte in alter Zeit. Eine literarisch-historische Reise durch Baden und Württemberg. Metzler, Stuttgart 1990, ISBN 3-476-00679-4.
- Marbacher Memorabilien. Vom Schiller-Nationalmuseum zum Deutschen Literaturarchiv. 1953–1973. Deutsche Schillergesellschaft, Marbach 1995, ISBN 3-929146-35-5.
- Marbacher Memorabilien. II. Aus der Museums- und Archivarbeit. 1972–1986. Deutsche Schillergesellschaft, Marbach 2000, ISBN 3-933679-50-8.

Herausgeberschaften
- Kataloge zu Sonderausstellungen im Schiller-Nationalmuseum in Marbach (ab 1956), oft gemeinsam mit Mitarbeitern erarbeitet:
  - Gerhart Hauptmann. Leben und Werk. Eine Gedächtnisausstellung des Deutschen Literaturarchivs zum 100. Geburtstag des Dichters im Schiller-Nationalmuseum Marbach a. N. (= Sonderausstellungen des Schiller-Nationalmuseums. Band 10, ISSN 0464-9451). Schiller-Nationalmuseum, Marbach 1962.
  - Gestalten und Begegnungen. Deutsche Literatur seit dem Ausgang des 19. Jahrhunderts. Ein Querschnitt durch die Sammlungen des Deutschen Literaturarchivs im Schiller-Nationalmuseum Marbach a. N. (= Sonderausstellungen des Schiller-Nationalmuseums. 13). Schiller-Nationalmuseum, Marbach 1964.
  - Die Insel. Eine Ausstellung zur Geschichte des Verlages unter Anton und Katharina Kippenberg (= Sonderausstellungen des Schiller-Nationalmuseums. 15). Deutsches Literaturarchiv im Schiller-Nationalmuseum, Marbach 1965.
  - Stefan George. 1868–1968. Der Dichter und sein Kreis (= Sonderausstellungen des Schiller-Nationalmuseums. 19). Kösel, München 1968.
  - Eduard Mörike. 1804, 1875, 1975. Gedenkausstellung zum 100. Todestag im Schiller-Nationalmuseum Marbach a. N. vom 23. März bis 10. November 1975. Texte und Dokumente (= Kataloge zu den Sonderausstellungen im Schiller-Nationalmuseum. 25). Klett, Stuttgart 1975.
  - Carl Sternheim. Aus dem bürgerlichen Heldenleben (= Marbacher Magazin. 16, 1980, ZDB-ID 532578-X). Deutsche Schillergesellschaft, Marbach 1980.
  - Klassiker in finsteren Zeiten. 1933–1945 (= Marbacher Katalog. 38, ISSN 2363-5428). 2 Bände. Deutsches Literaturarchiv, Marbach 1983.
  - Werner Volke: Das Innere Reich. 1934–1944. Eine Zeitschrift für Dichtung, Kunst und deutsches Leben(= Marbacher Katalog. Band 38). Deutsche Schillergesellschaft, Marbach 1983.
- mit anderen: Jahrbuch der Deutschen Schiller-Gesellschaft. 1957 ff.
- Marbacher Schriften. 1968 ff.
- Archive für Literatur. 1974.

- Werk- und Einzelausgaben, oft gemeinsam mit Kollegen:
  - Friedrich Schiller: Der Geisterseher. Erzählungen und historische Charakteristiken (= Universal-Bibliothek. Band 8253/8257). Reclam, Stuttgart 1958.
  - Schillers Schwabenreise 1793–1794. Bilder, Briefe, Berichte (= Höhere Fachschule für das Graphische Gewerbe Stuttgart. Jahresgabe. 1959 = Druck der Höheren Fachschule für das Graphische Gewerbe, Stuttgart. 10, ZDB-ID 1382277-9). Höhere Fachschule für das Graphische Gewerbe, Stuttgart 1959.
  - Hermann Hesse. Eine Chronik in Bildern. Suhrkamp, Frankfurt am Main 1960.
  - Oskar Kreibich: Bildnis und Handschrift. Malerbesuche bei Dichtern und Gelehrten in Südwestdeutschland. Rosengarten, Konstanz 1961.
  - Das Sonntagsblatt für gebildete Stände. Eine Zeitschrift der Tübinger Romantiker (= Turmhahn-Bücherei. Neue Folge, 2, ZDB-ID 401636-1). Schiller-Nationalmuseum, Marbach 1961.
  - Wende der Buchkunst. Literarisch-künstlerische Zeitschriften aus den Jahren 1895 bis 1900 (= Höhere Fachschule für das Graphische Gewerbe Stuttgart. Jahresgabe. 1962 = Druck der Höheren Fachschule für das Graphische Gewerbe, Stuttgart. 15). Höhere Fachschule für das Graphische Gewerbe, Stuttgart 1962.
  - Friedrich Schiller: Der Verbrecher aus verlorener Ehre und andere Erzählungen (= Universal-Bibliothek. 8891). Reclam, Stuttgart 1964.
  - Hermann Hesse: Neue deutsche Bücher. Literaturberichte für Bonniers Litterära magasin 1935–1936 (= Turmhahn-Bücherei. Neue Folge, Band 7). Schiller-Nationalmuseum, Marbach 1965.
  - Buchkunst und Dichtung. Zur Geschichte der Bremer Presse und der Corona. Texte und Dokumente. Bayerische Akademie der Schönen Künste u. a., München u. a. 1966.
  - mit anderen: Kurt Wolff: Briefwechsel eines Verlegers. 1911–1963. Scheffler, Frankfurt am Main 1966.
  - Schillers Leben und Werk in Daten und Bildern. Insel, Frankfurt am Main 1966.
  - mit anderen: Eduard Mörike: Werke und Briefe. 1967 ff.
  - Wilhelm Hauff: Werke. Band 1.2. Insel, Frankfurt am Main 1969.
  - Thomas Mann: Schwere Stunde. Faksimile-Ausgabe. 1975.
  - mit anderen: Ludwig Amandus Bauer: Brief an Eduard Mörike. 1976.
  - Hermann Hesse: Der Zauberer. Faksimile-Ausgabe. 1977.
  - Eduard Mörike: Gedichte. 1977.
  - Eduard Mörike: Autor, Nachlaß, Erben. 1981.
  - Friedrich Schiller: Der Graf von Habspurg. Faksimile-Ausgabe. 1981.
  - mit anderen: Karl Otten. Werk und Leben. Texte – Berichte – Bibliographie (= Die Mainzer Reihe. Band 52). Hase und Koehler, Mainz 1982, ISBN 3-7758-1017-X.
  - Friedrich Schiller: Schwäbischer Parnaß. 1983.
  - Literatur im deutschen Südwesten. Theiss, Stuttgart 1987, ISBN 3-8062-0445-4.
  - Thea Sternheim: Tagebücher. 1905–1927. Die Jahre mit Carl Sternheim (= Die Mainzer Reihe. 73). Hase und Koehler, Mainz 1995, ISBN 3-7758-1346-2.
  - Eduard Mörike: Gedichte in einem Band. Insel, Frankfurt am Main u. a. 2001, ISBN 3-458-17080-4.
  - Eduard Mörike: Du bist Orplid, mein Land! Das ferne leuchtet. Gedichte, Prosa, Briefe. Insel, Frankfurt am Main u. a. 2004, ISBN 3-458-17224-6.